# Kreisgericht Görlitz (Preußen)
Das Kreisgericht Görlitz war von 1849 bis 1879 ein preußisches Kreisgericht mit Sitz in Görlitz im Sprengel des Appellationsgerichtes Glogau.

## Vorgeschichte
Auf dem Wiener Kongress wurde 1815 die Oberlausitz geteilt und Görlitz anschließend der preußischen Provinz Schlesien zugeschlagen und gleichzeitig Sitz des gleichnamigen Landkreises Görlitz innerhalb des Regierungsbezirks Liegnitz. Im Rahmen der Trennung der Rechtsprechung von der Verwaltung wurde 1817 das Kriminalgericht Görlitz gegründet und die Strafgerichtsbarkeit des Stadtgerichtes Görlitz auf dieses übertragen. Gleichzeitig wurden die Patrimonialgerichte aufgelöst. 1820 wurde auch die Zivilgerichtsbarkeit des Stadtgerichtes Görlitz aufgehoben. Neu gebildet wurde nun das Stadt- und Landgericht Görlitz als Eingangsgericht in Zivilsachen. Die Justizkommission in Görlitz war für Kriminalsachen der ganzen preußischen Oberlausitz zuständig. Zum 1. Oktober 1822 wurden diese Gerichte aufgehoben und für Kriminalsachen drei Kreis-Justizkommissionen (darunter eine für den Görlitzer Kreis) und ein Landgericht Görlitz mit vier Gerichtsämtern (eines für die Stadt Görlitz, eines für den Kreis Lauban und zwei für den Kreis Görlitz) errichtet. 1838 wurden die Gerichte erneut reorganisiert und das neu errichtete Stadt- und Landgericht Görlitz war für Kriminal- und Zivilsachen im Kreis Görlitz zuständig.

## Geschichte
Mit Verordnung vom 2. Januar 1849 wurde das Stadt- und Landgericht Görlitz und das Kreisgericht Görlitz eingerichtet. Sein Sprengel war der Landkreis Görlitz und das Dorf Cunnersdorf aus dem Landkreis Rothenburg (Ob. Laus.). Es war gleichzeitig Schwurgericht für die Landkreise Lauban und Rothenburg also für die Kreisgerichte Görlitz, Lauban, Löwenberg und Rothenburg. Am Gericht waren 1870 ein Direktor und 13 Kreisrichter eingesetzt. 1870 betrug die Zahl der Gerichtseingesessenen 84.220. Eine Gerichtskommission bestand in Reichenbach/O.L.
Aufgrund der Vereinheitlichung der Gerichte im Rahmen der Reichsjustizgesetze wurde das Kreisgericht Görlitz 1879 aufgehoben und das Amtsgericht Görlitz neu gebildet.

## Gerichtsgebäude

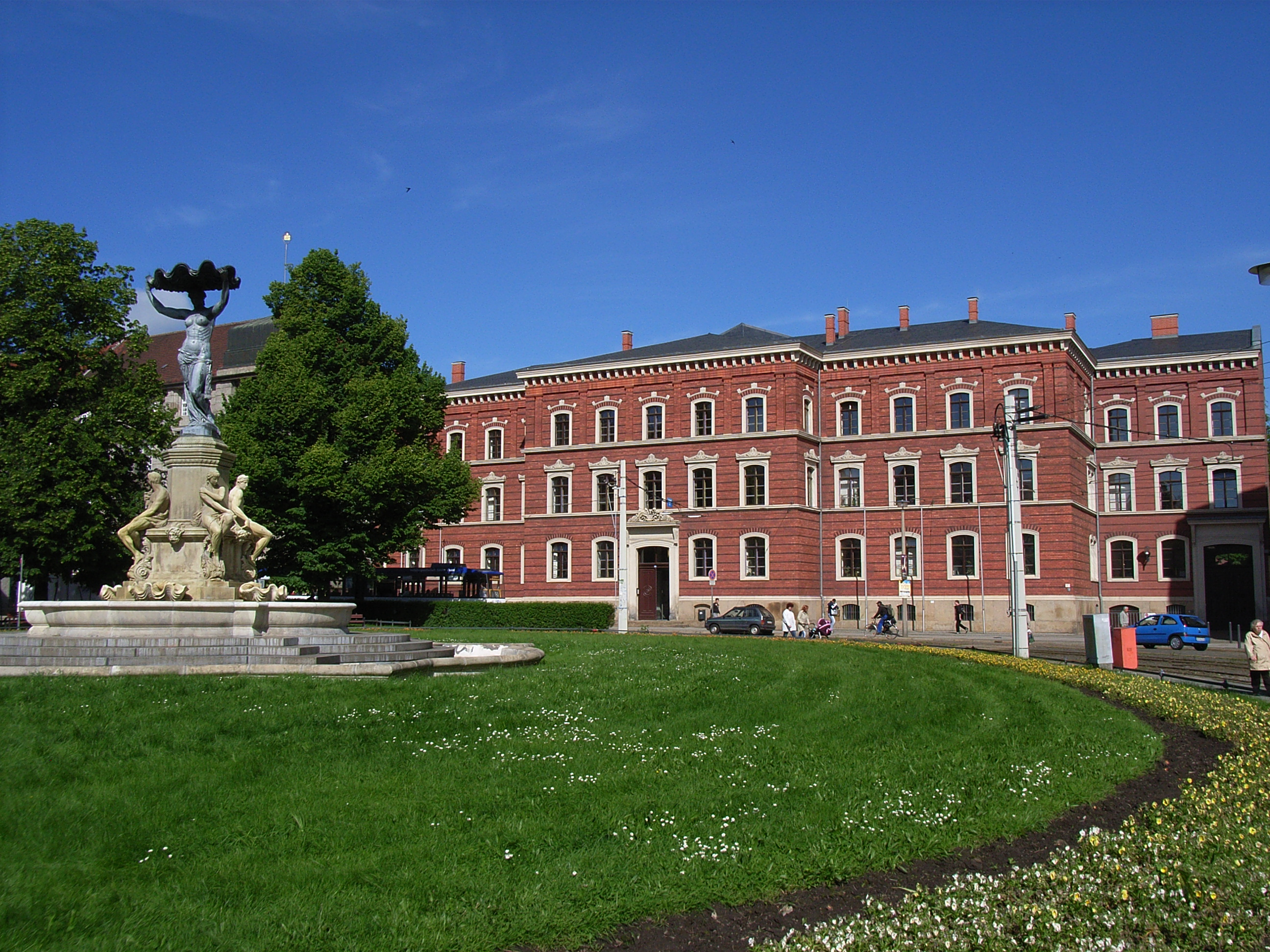
Gerichtsgebäude

1865 wurde das Gerichtsgebäude (Postplatz 18) für das Kreisgericht erbaut. Architekt des Gebäudes war Carl Ferdinand Busse. Aufgrund seiner baugeschichtlichen, ortsgeschichtlichen und platzbildprägenden Bedeutung. steht das Gebäude unter Denkmalschutz. Es wurde später vom Amtsgericht genutzt.